# Carl Hugenberg
Carl Heinrich Wilhelm Hugenberg (* 29. Januar 1836 in Osnabrück; † 6. November 1882 in Hannover) war ein preußischer Verwaltungsjurist und nationalliberaler Politiker des 19. Jahrhunderts.

## Leben
Hugenberg kam 1836 als Sohn des Justizrats und Notars Christian Hugenberg aus Osnabrück und dessen Ehefrau Mathilde Meyer-Scheldenhausen auf die Welt. Die Eltern stammten beide aus Landwirtsfamilien.
Carl Hugenberg studierte Rechtswissenschaften in Heidelberg und in Göttingen. In Heidelberg wurde er Mitglied des Corps Suevia. In Göttingen trat er 1858 dem Corps Hannovera bei. Hugenberg promovierte zum Dr. iur. Nach den bestandenen Staatsexamen und den damals üblichen ersten Ausbildungsstationen in der Verwaltung wurde er 1864 Stadtkämmerer in Hannover, 1865 Bürgermeister der Stadt Uelzen, 1868 Schatzrat des Landesdirektoriums der Provinz Hannover und 1867 als Mitglied der Nationalliberalen Partei für den Wahlkreis Uelzen in das Preußische Abgeordnetenhaus gewählt. Von 1870 bis 1873 vertrat er dort den Wahlkreis Lehe.
Zudem war Hugenberg Aufsichtsratsmitglied der Hannover-Altenbekener Eisenbahn-Gesellschaft. 1877 veröffentlichte er einen historischen Überblick über die Entwicklung des Wegebaus im Königreich Hannover.
Er war verheiratet mit Erneste Hugenberg, geb. Adickes (1841–1917), der Tochter von Ernst Friedrich Adickes, einem Mitglied des Hannoverschen Landtags und Gutsbesitzer in Heuhausen. Der spätere Reichsminister Alfred Hugenberg war ein Sohn aus dieser Ehe.

## Veröffentlichungen
- Carl Hugenberg: Mittheilungen über den hannoverschen Wegebau. Hannover 1877.